# Ісламська архітектура

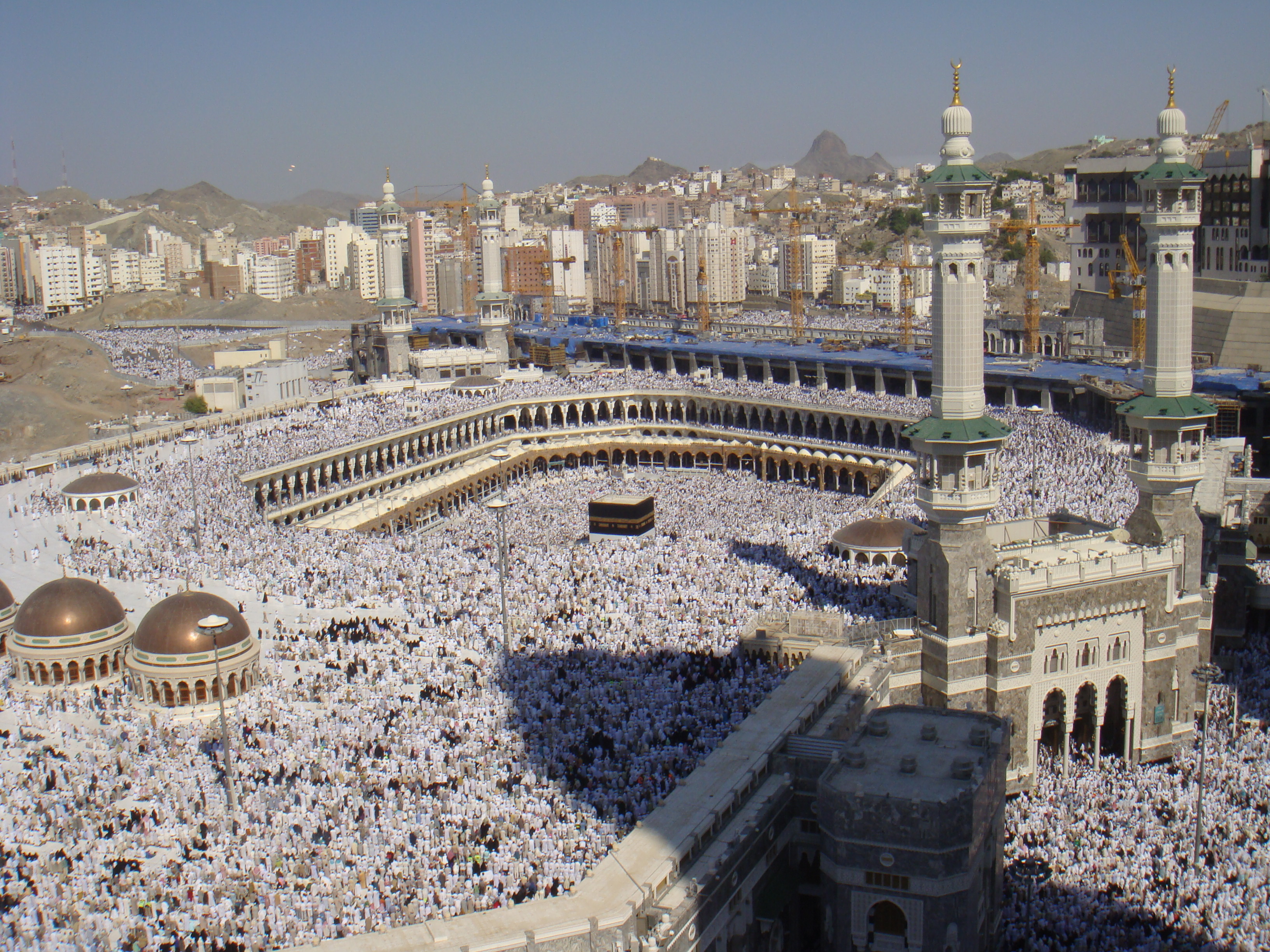
Мечеть Аль-Харам у Мецці

Ісламська архітектура — сукупність архітектурних стилів країн Близького та Середнього Сходу, Кавказу, Індії та Піренейського півострова. Принципи мусульманської архітектури сформувалися після VII ст. під впливом ісламу як панівної релігії в регіоні. Традиційно виділяють п'ять архітектурних шкіл: сирійсько-єгипетську, перську, індійську, магрибську та османську (дрібніші — іракська, середньоазійська, вважаються похідними)

## Історія
Архітектурний стиль виник у VI ст. на Близькому Сході. Перша мечеть була побудована у Медині одразу після хіджри пророка Мухаммеда. З південного боку (звернутого до Єрусалиму) на пальмових стовбурах був закріплений дах для захисту вірян від сонця.
Вже перші мечеті, що були збудовані у великих містах, завойованих індійцями, мали дах, що спирався на колони. Іноді це були стовбури дерев, іноді використовували колони зруйнованих будівель греко-римсько-візантійського періоду. Після того, як Мекка підкорилась ісламу, у кожній мечеті встановлювалась ніша — міхраб, що вказувала на кіблу — напрямок на Мекку.
Перші мечеті будувались на римську церковну архітектуру. Після перетворення церкви Івана Хрестителя у Дамаску на мечеть, на завойованих землях стали будувати мечеті, що повторювали план цієї будівлі. Деякі з них повторювали хрестоподібних план, характерний для візантійських церков. За таким планом збудована мечеть султана Хасана в Каїрі. Пізніше такі мечеті почали обростати допоміжними приміщеннями: бібліотеками, школами, безкоштовними їдальнями

## Типи будівель

### Мечеть
Мечеть — місце для молитви і богослужіння, молитовний дім у мусульман, прихильників ісламського віровчення.
Медресе — середня і вища релігійна школа у мусульман країн Близького й Середнього Сходу

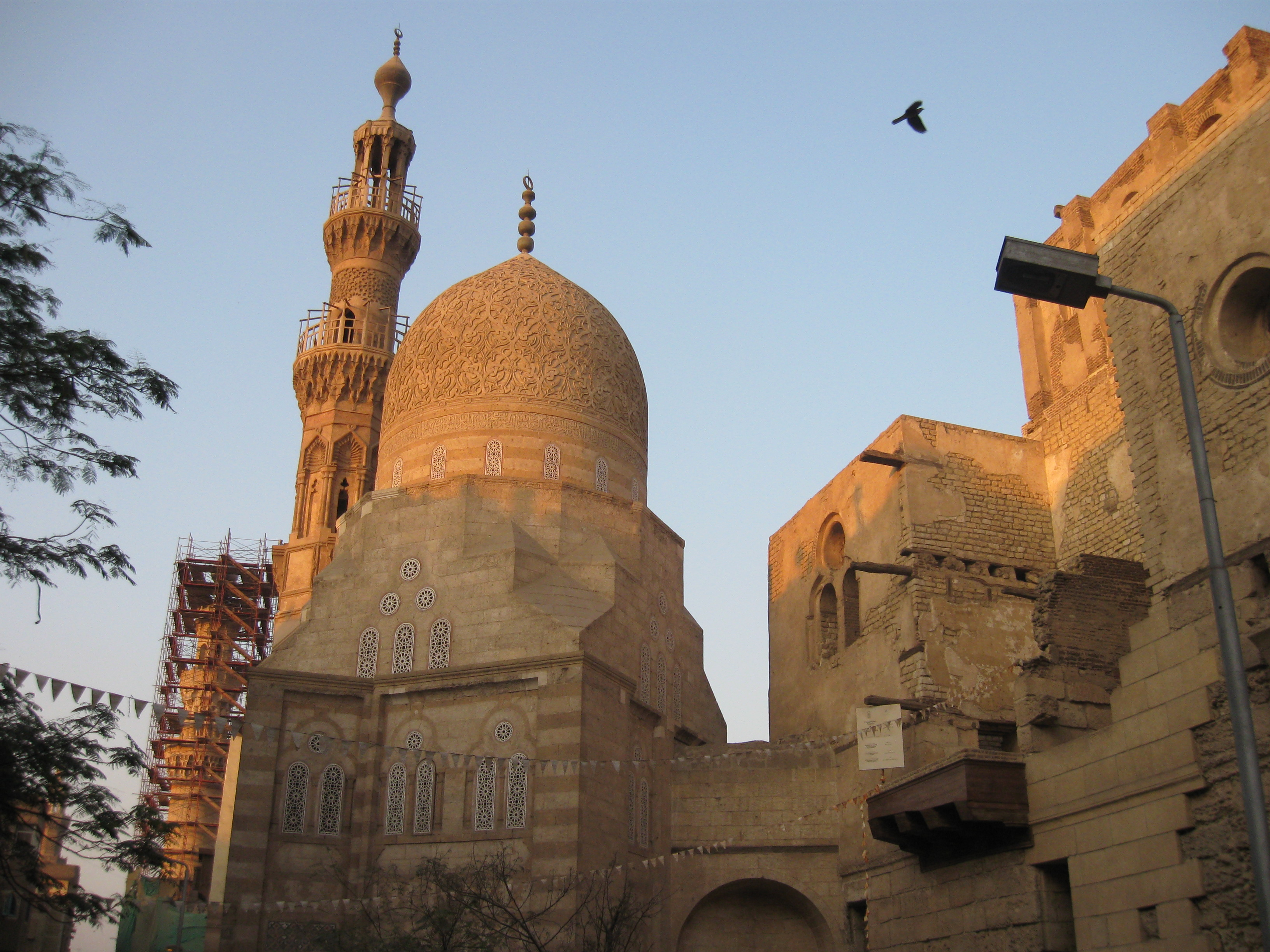
Блакитна мечеть

Мечеть Аксункур або «Блакитна» мечеть — одна з відомих мечетей міста Каїра (Єгипет), яскравий взірець мамлюкської архітектури. Мечеть Шамас ад Діна Аксункура «Блакитна мечеть» розташована в серці Ісламського Каїра — на вулиці Баб аль Вазір. Блакитну мечеть звели за планування мамлюків у Єгипті 1347 року. Вона правила за усипальницю Еміра Шамаса ад Діна (був зятем мамлюкського правителя Ан-Насіра Мухаммада, а також ловчим при його дворі), а також одного з синів султана Мухаммада. Свою назву мечеть дістала завдяки блакитним ізразцям з кольоровими візернуками, що ними оздоблено внутрішнє убранство мечеті. Ці ізразці доповнили інтер'єр мечеть аж за 300 років після її зведення — у добу правління Османської імперії, і були привезені з Дамаску. У січні 2008 року розпочались роботи з масштабної реконструкції Блакитної мечеті.

### Ханака

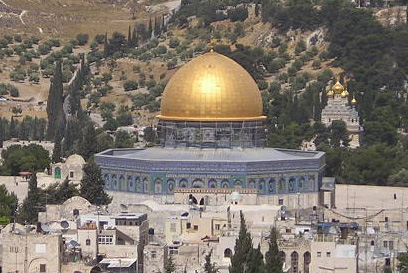
Купол скелі

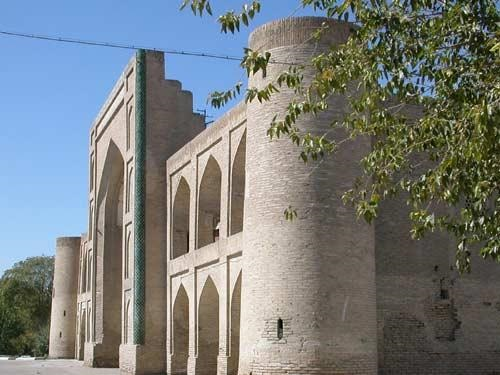
Медресе Мулло Турсунжон

Ку́пол Ске́лі (івр. כיפת הסלע‎ — Кіпат гасела; араб. مسجد قبة الصخرة‎ — Ма́сджид Ку́ббат ас-Са́хра; англ. Dome of the Rock) — монумент на Храмовій горі в Єрусалимі, поруч із мечеттю Аль-Акса.
Третя за значенням (після Кааби і мечеті Пророка в Медіні) святиня ісламського світу. Побудований за часів правління династії Омеядів.
Купол Скелі споруджений на вершині гори, священної для трьох релігій — мусульман, юдеїв і християн. Тут, за переказами, Авраам (Ібрахім) збирався принести в жертву свого сина. Тут цар Соломон (Сулейман) побудував легендарний Єрусалимський храм. За словами історика аль-Мукаддасі (Х століття), ідея будівництва полягала в тому, щоб затьмарити розташований поруч християнський храм Святого Гробу, «щоб не засліплювати уми мусульман його пишністю і величністю». Зведення Купола Скелі було сприйнято в мусульманському світі як символ перемоги і торжества ісламу. Зодчим вдалося створити будівлю, що дійсно панує над містом — в панорамі старого Єрусалиму в першу чергу впадає в очі його золотий купол. Нижня частина будівлі (восьмикутник у плані) всередині розділена надвоє колонадою, що створює подвійний обхід навколо Каменю заснування.
Камінь заснування виступає над підлогою на висоту 1,5 м. Навколо скелі по периметру стоять 4 потужних стовпи, що тримають купол і безліч легких витончених колон. Висота простору під куполом точно дорівнює діаметру куполу (близько 20 м). Число архітектурних елементів кожного виду чітко кратне чотирьом — священному числу мусульман.
]]За своїми функціями центру релігійного аскетизму ханака схожа на християнський монастир, але на відміну від останнього, процес входу й виходу з ханаки був максимально полегшений, щоб не заважати дервішам у їхніх мандрах. Ханака виконувала також доброчинну функцію та виконувала роль готелю — часто у ханаках зупинялись паломники, поети і вчені, іноді навіть і правителі.
Відомі випадки, коли ханака будувалась якимось правителем чи просто дуже багатою людиною через бажання зробити богоугодний вчинок, прославивши тим самим своє ім'я в історії країни. Наприклад, ханака Диван-Бегі у Бухарі.
Упродовж багатьох століть суфійські обителі виконували значну соціальну роль в ісламському світі. Там розміщувались основні центри просвіти і школи (мактаби), де вивчали різні релігійні науки та грамоту. Там же розміщувались бібліотеки (кітабхани).
В обителях проводились різні громадські й політичні зібрання. Вони виконували роль готелів і постоялих дворів (караван-сарай) для мандрівників (мусафірів). Нужденні могли отримати в них харчування, а інакодумці — сховище від переслідувань влади. Виконуючи й роль лікарень (дар аль-аджаза), обителі надавали допомогу постраждалим, лікували різні хвороби
Ханака (перс. خانگاه), Завія (араб. زاوية), Текіє (тур. tekke) — приміщення для проживання суфійських вчителів та їх послідовників

### Рибат
Рибат — споруда, що одночасно була мусульманським монастирем та фортецею
Будівництво рибатів було поширене у країнах Магрибу, переважно у Марокко та Тунісі.
Рибати зазвичай містилися на околиці медини. Це була споруда, обнесена грубими мурами, з високою вежею, що вивищувалася над усією мединою.
Мешканців рибатів називали мурабітами. Пізніше так почали називати членів мусульманського військово-релігійного ордену — марабутів.
Зі словом рибат пов'язують також етимологію назви берберської династії правителів Альморавіди.
Слово рабат є складовою багатьох топонімів, найвідомішим з яких є назва столиці Марокко — міста Рабат.
У арабізованій за Середньовіччя Андалусії (Іспанія) слово відоме в озвучці rābiṭa, дійшовши у сучасній іспанській як rábida.
Будівлі рибатів добре збереглися у деяких містах країн Магрибу (Сусс, Монастір в Тунісі, Рабат у Марокко тощо) і є значною атракцією для іноземних туристів.

### Громадські споруди
Для ісламської архітектури характерними є караван-сараї (заїзні двори), криті ринки, громадські лазні (хамам) та ін. споруди

## Стилі

### Перська ісламська архітектура

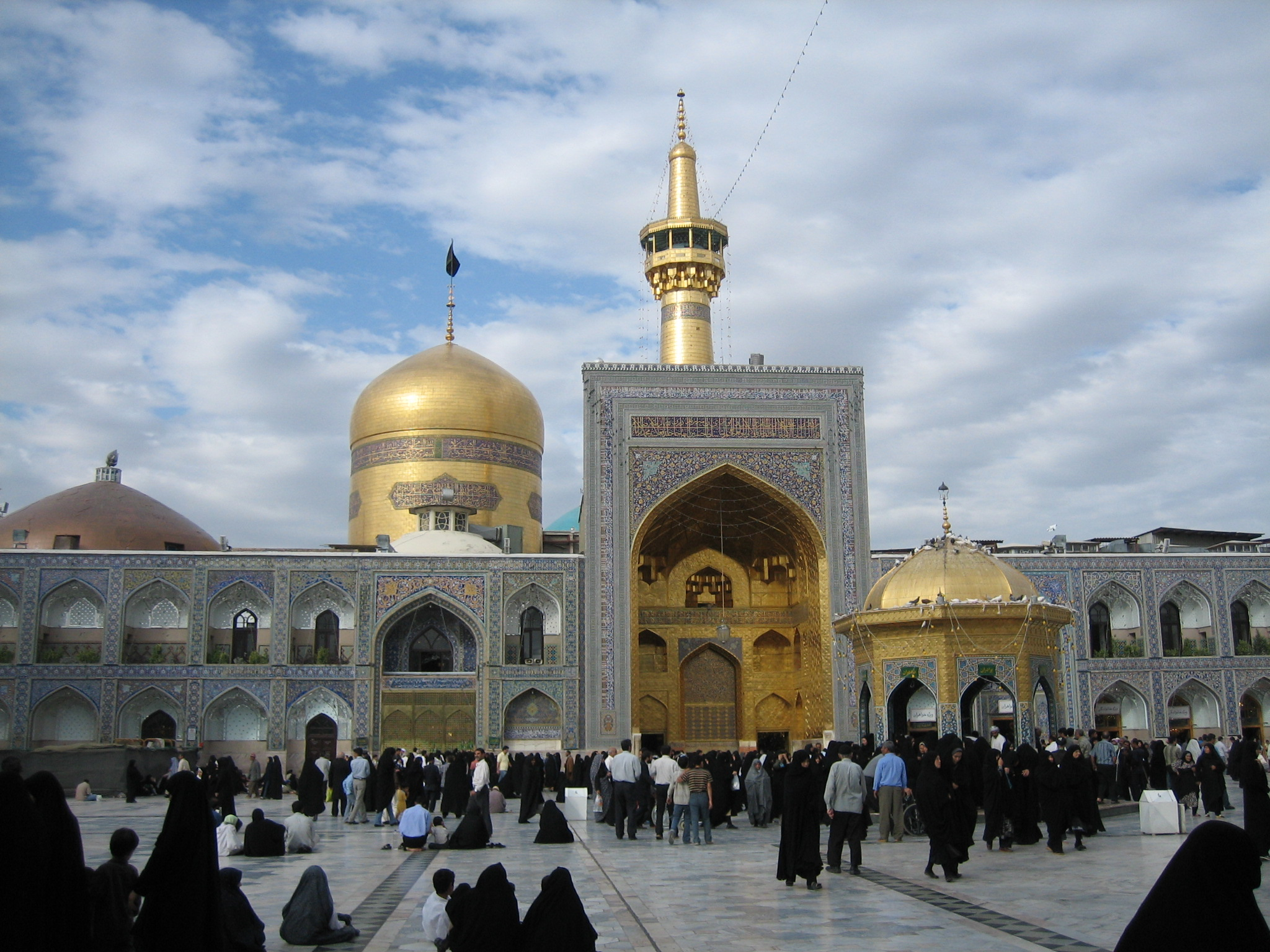
Мавзолей Імама Рези в Мешхеді

Ісламське завоювання Ірану у VII ст. призвело до того, що ісламська архітектура раннього періоду перейняла і прийняла архітектурні традиції колишньої Перської імперії.
У Х ст. з'являється новий тип мечетей, які плануються на взірець зороастрійських храмів — квадратне приміщення увінчується куполом. Характерним для іранських культових споруд став айван (ніша зі склепіннями).
Для перського стилю властиві конусоподібні цегляні колони, великі аркади та арки, які підтримуються кількома колонами. У Південній Азії були запозичені елементи індуїстської архітектури, та пізніше вони були витіснені перськими мотивами.
У іранській ісламській архітектурі велике значення надавалося відкритому простору внутрішнього двору. Це виявлялося як у цивільній архітектурі (житлових будинках, караван-сараях, палацах), так і культових спорудах (мечетях та медресе)

### Магрибська та іспанська ісламська архітектура

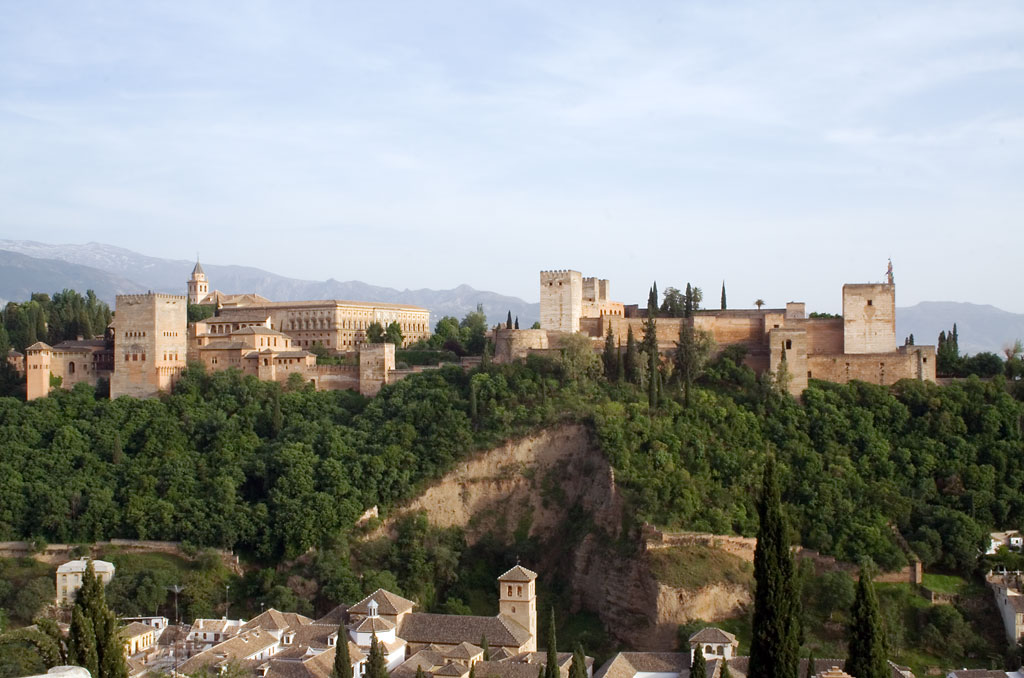
Альгамбра

Ця мечеть відома своїми величними арками. Особливостями ісламської архітектури магрибу є подібність мечетей до укріплень(огорожі, товсті стіни, відстуність вікон зовні), нефи, що розташоювуються перпендикулярно до міхрабних ніш та розширений Т-подібний трансепт. Найвідомішими об'єктами магрибської архітектури ісламу є Сіді Окба в Кайруані VII-XVII ст., мечеть Каравійїн в Фесі ІХ-ХІ ст.
З будівництвом Великої мечеті в Кордобі (нині кафедральний собор) у 785 р. пов'язане виникнення ісламської архітектури на Іберійському півострові. Апогеєм іспанської архітектури стала — Альгамбра — розкішна фортеця-палац у Гранаді. Її стіни прикрашені стилізованими рослинними мотивами, арабськими надписами та арабесками; вкриті глазурованою плиткою.
Навіть після закінчення Реконкісти тривав ісламський вплив на іспанську архітектуру

### Індо-ісламська архітектура

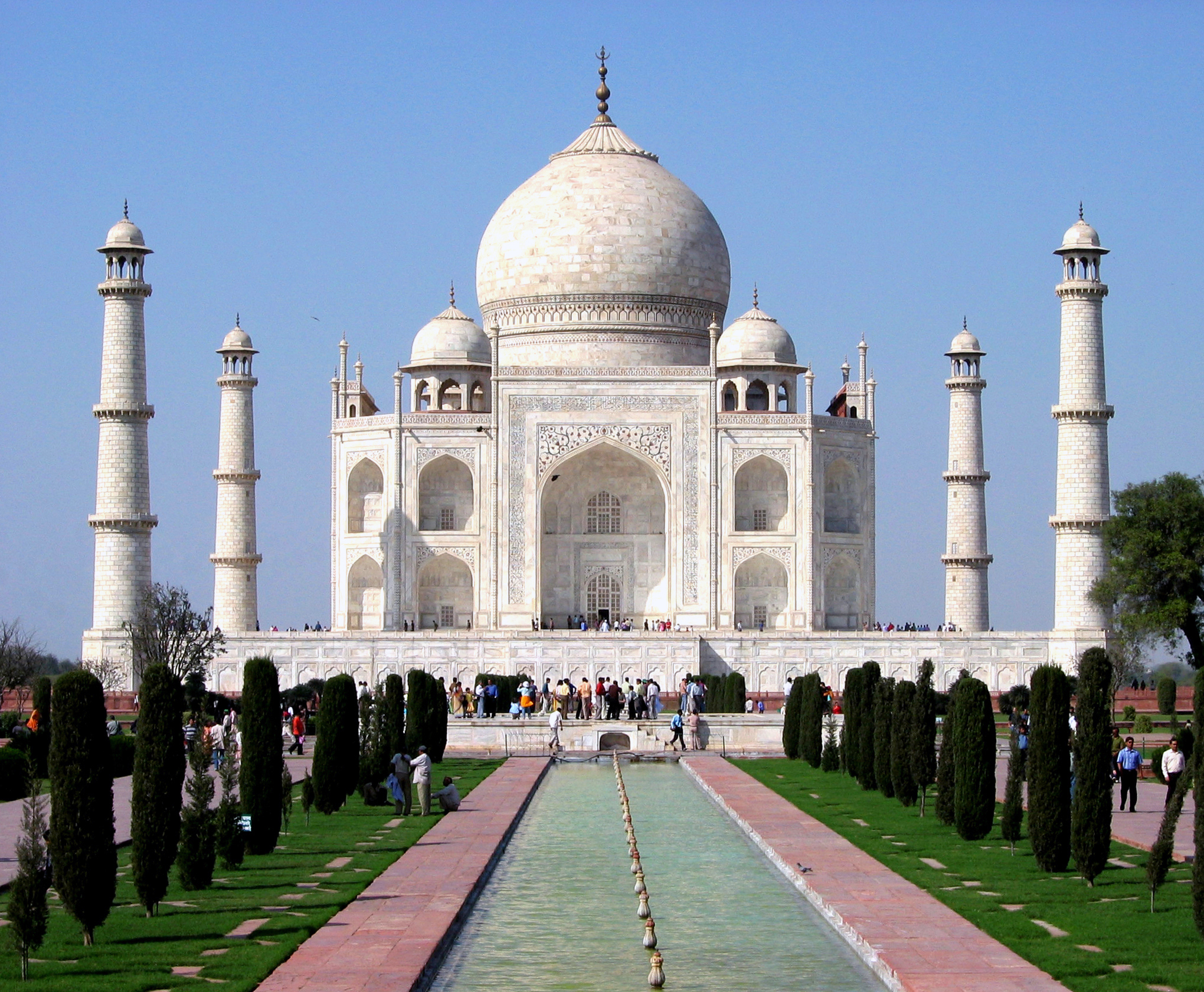
Тадж Махал

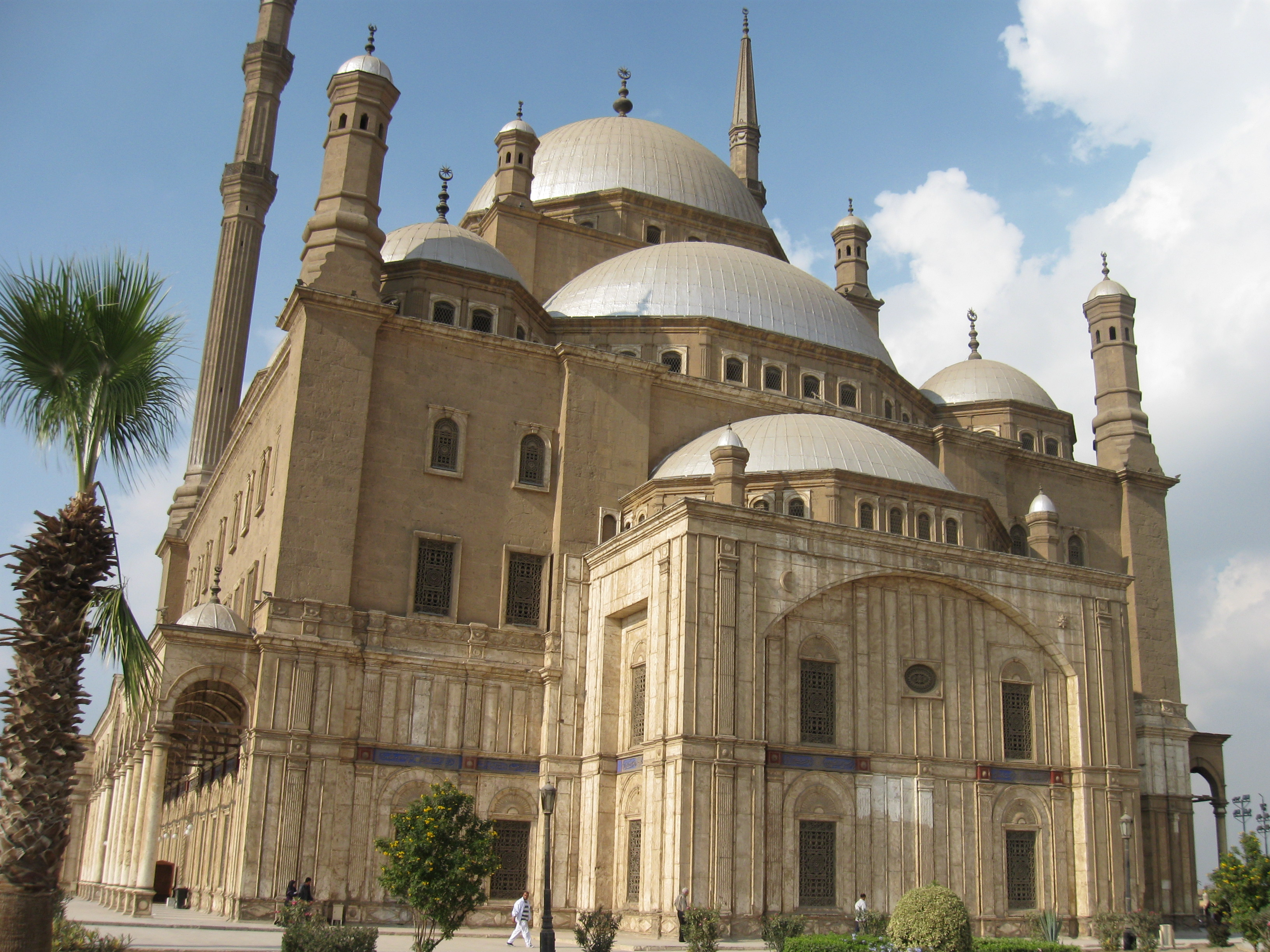
Мечеть Алі Мухаммеда — мечеть у Каїрі, названа на честь правителя Єгипту Мухаммеда Алі Єгипетського. Розроблений Грецьким архітектором Юссуф Бушнаком. Також відома як Мечеть Алебастр через широке використання цього матеріалу. Її оточують два високі мінарети заввишки 270 футів, незвичайні для Каїра. Має купол стилю отоманки, висота храму 170 футів. Парапет на північний захід має гарний вид на мечеть Султана Хассана та мечеть Ібн Тулун і місто безпосередньо.

Мусульманська архітектура Індії сформувалася під впливом традицій перської архітектури. Проте індійська архітектурна школа відрізняється від перської передовсім матеріалами, що застосовувалися під час будівництва.
Найвидатнішим прикладом індо-ісламської архітектури вважається Тадж Махал, будівництво якого було закінчене у 1648 р імператором Шахом Джаханом на пошанування пам'яті про свою дружину Мумзат Махал

### Османська архітектура

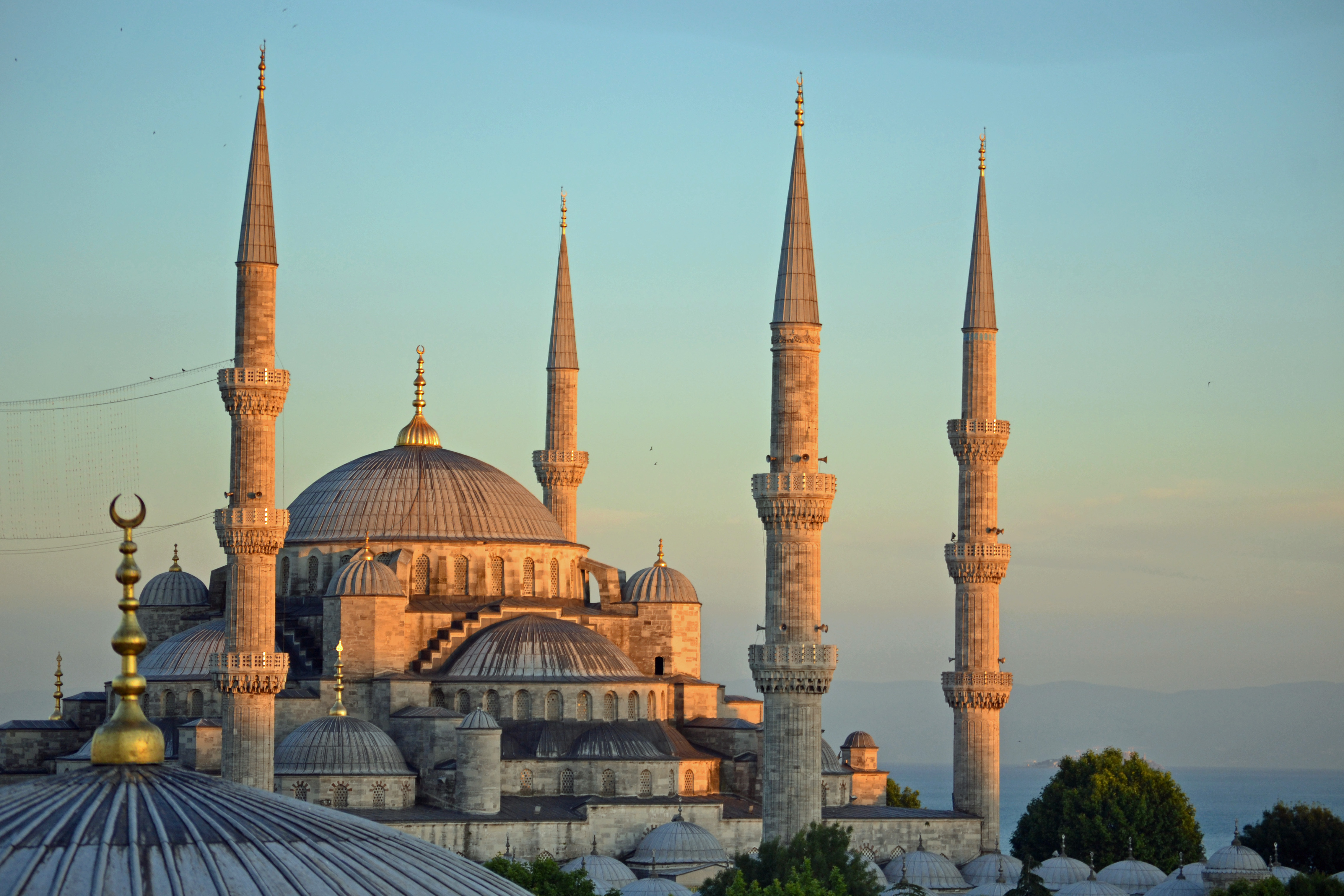
Блакитна мечеть (Стамбул)

Ісламська архітектура Туреччини розвивалася під впливом Візантії, Персії та Сирії. Турецькі архітектори створили власний тип купола. Понад 500 років принципи візантійської архітектури (собор св. Софії) слугували основою для будівництва більшості мечетей.
Османи оволоділи технікою будівництва будівель з великим внутрішнім простором під невагомими на вигляд, але масивними куполами, й досягли неперевершеної гармонії між зовнішнім та внутрішнім простором

## Ісламська архітектура в Україні
Перша письмова згадка про будівництво мечеті в Північному Причорномор'ї належить до 1222 р. Того року армія турків-сельджуків захопила Судак, де ними був побудований мусульманський молитовний будинок. Згідно з широко поширеною легендою, однією з перших у Криму була побудована мечеть, яку пов'язують з ім'ям мамлюкського султана Єгипту Бейбарса (XIII століття). Єгипетський правитель за походженням був кипчаком (половцем). Про це повідомляє арабський історик аль-Айні. Бейбарс прославився як видатний полководець і державний діяч. У Єгипті завдяки його старанням було побудовано безліч мечетей, в тому числі знаменита мечеть в Каїрі, що носить його ім'я. Переказ свідчить, що 1277 року Бейбарс виділив 2000 динарів на спорудження культової будівлі. Від мечеті Бейбарса у Старому Криму до теперішнього часу залишилися одні руїни, проте ще наприкінці XVIII століття будівля вражала сучасників своєю красою і багатою обробкою з мармуру і порфіру.
Поряд з мечеттю Бейбарса знаходиться мечеть хана Узбека, яка добре збереглася до теперішнього часу. Її зведення датується 1314 роком. Вхідний портал і міхраб прикрашені майстерним різьбленням по каменю. Мечеть хана Узбека була першою культовою спорудою в Криму після того, як Іслам став державною релігією Золотої Орди.
Серед мечетей Криму найбільш відомою є побудована в XVI столітті за проектом видатного турецького архітектора Ходжі-Сінана мечеть Джума-Джамі в Гезлеві (Євпаторія). Цей величний храм є справжнім шедевром ісламської архітектури. Сінан побудував ще одну мечеть − Біюк Джамі у Кафі (Феодосії), але вона була зруйнована вже в радянський час.
Також відомими є Велика ханська мечеть у Бахчисараї, Муфті-Джамі у Феодосії та Кебір-Джамі у Сімферополі.
Сучасні мечеті в Україні будують в османському стилі.